# Шлифотека
Шлифотека — учреждение (или отдел учреждения), собирающее и хранящее шлифы горных пород и почв для общественного (или служебного, научного) использования.
Условия хранения шлифов, согласно «Методическим рекомендациям по обработке, инвентаризации, систематизации, хранению и аналитическим исследованиям керна опорных и параметрических скважин» (ВНИГНИ, 2008):
- Хранение шлифов осуществляется в сухих отапливаемых помещениях с температурой +18±4 °C.
- Шлифы хранятся в закрытых коробках в вертикальном и горизонтальном положениях в отдельных гнездах и лотках с промежутками между шлифами не менее 1 мм.

Организации, имеющие шлифотеку (данный перечень не исчерпывающий):
- Петрографический музей Института рудных месторождений, петрографии, минералогии и геохимии РАН (Москва)
- Минералогический музей им. А. Е. Ферсмана РАН (Москва)
- Федеральное государственное бюджетное учреждение «Всероссийский научно-исследовательский геологический нефтяной институт» (ФГБУ «ВНИГНИ»), Филиал «Апрелевское отделение ВНИГНИ» (Московская область, г. Апрелевка)Почвенные шлифы с сопроводительной информацией
- Геологический факультет МГУ им. М. В. Ломоносова (Москва), Кафедра петрологии
- Почвенный институт им. В. В. Докучаева, лаборатория минералогии и микроморфологии почв (свидетельство о государственной регистрации базы данных № 2018620714).